# Естонія на Чемпіонаті світу з легкої атлетики 2017
Естонія на Чемпіонаті світу з легкої атлетики 2017, що проходив з 4 по 13 серпня 2017 року в Лондоні (Велика Британія) була представлена 14 спортсменами.

## Результати

### Чоловіки
Трекові і шосейні дисципліни
| Спортсмен       | Дисципліна        | Забіги    | Забіги | Півфінал  | Півфінал | Фінал     | Фінал |
| Спортсмен       | Дисципліна        | Результат | Місце  | Результат | Місце    | Результат | Місце |
| --------------- | ----------------- | --------- | ------ | --------- | -------- | --------- | ----- |
| Роман Фості     | Марафон           | Н/Д       | Н/Д    | Н/Д       | Н/Д      |           |       |
| Тіідрек Нурме   | Марафон           | Н/Д       | Н/Д    | Н/Д       | Н/Д      |           |       |
| Яак-Генріх Ягор | 400 м з бар'єрами |           |        |           |          |           |       |
| Расмус Мягі     | 400 м з бар'єрами |           |        |           |          |           |       |

Технічні дисципліни
| Спортсмен     | Дисципліна    | Кваліфікація | Кваліфікація | Фінал           | Фінал           |
| Спортсмен     | Дисципліна    | Результат    | Місце        | Результат       | Місце           |
| ------------- | ------------- | ------------ | ------------ | --------------- | --------------- |
| Магнус Кірт   | Метання списа |              |              |                 |                 |
| Танел Лаанме  | Метання списа |              |              |                 |                 |
| Герд Кантер   | Метання диска | 63.61        | 9 q          | 60.00           | 12              |
| Мартін Куппер | Метання диска | 62.71        | 17           | Завершив виступ | Завершив виступ |

Багатоборство — Десятиборство
| Атлет              | Дисципліна | 100 м | СуД | ШтЯ | СуВ | 400 м | 110б | МДс | СзЖ | МСп | 1500 м | Сума очок | Місце |
| ------------------ | ---------- | ----- | --- | --- | --- | ----- | ---- | --- | --- | --- | ------ | --------- | ----- |
| Янек Ойглейн       | Результат  |       |     |     |     |       |      |     |     |     |        |           |       |
| Янек Ойглейн       | Очки       |       |     |     |     |       |      |     |     |     |        |           |       |
| Карл Роберт Салурі | Результат  |       |     |     |     |       |      |     |     |     |        |           |       |
| Карл Роберт Салурі | Очки       |       |     |     |     |       |      |     |     |     |        |           |       |
| Майсел Уібо        | Результат  |       |     |     |     |       |      |     |     |     |        |           |       |
| Майсел Уібо        | Очки       |       |     |     |     |       |      |     |     |     |        |           |       |

### Жінки
Технічні дисципліни
| Спортсмен        | Дисципліна        | Кваліфікація | Кваліфікація | Фінал     | Фінал |
| Спортсмен        | Дисципліна        | Результат    | Місце        | Результат | Місце |
| ---------------- | ----------------- | ------------ | ------------ | --------- | ----- |
| Ксенія Балта     | Стрибки у довжину |              |              |           |       |
| Анна Марія Орель | Метання списа     |              |              |           |       |

Багатоборство — Семиборство
| Атлет        | Дисципліна | 100б | СуВ | ШтЯ | 200 м | СуД | МСп | 800 м | Сума очок | Місце |
| ------------ | ---------- | ---- | --- | --- | ----- | --- | --- | ----- | --------- | ----- |
| Гріт Садейко | Результат  |      |     |     |       |     |     |       |           |       |
| Гріт Садейко | Очки       |      |     |     |       |     |     |       |           |       |